# Ricco
Erich Wassmer, conocido como Ricco, fue un pintor y artista suizo. Nacido en Allschwil, cerca de Basilea, el 13 de octubre de 1915, murió el 27 de marzo de 1972 en Ropraz (Suiza). Sus obras parten de un mundo de ensueño cercano al estilo del realismo mágico, con protagonistas juveniles de siluetas esquemáticas en composiciones de marcado carácter surrealista.

## Biografía
Erich Wassmer nació en una familia de la burguesía suiza. Su padre, un rico industrial y mecenas, tuvo como amigos a personajes excepcionales de las artes, como el novelista Hermann Hesse, el compositor Othmar Schoeck o el pintor Louis Moilliet. Ricco crece en el castillo de Bremgarten, cerca de Berna. Allí vive una niñez feliz rodeado de opulencia. Estudia pintura en Múnich con el artista Julius Hüther, y en París en la Academia Ranson con Roger Bissière. Hace estancias cortas en el taller de Cuno Amiet o en la escuela de pintura de Max von Mühlenen. Fascinado por al mar, Ricco se hace tatuar una ancla en sus brazos. En 1948 se embarca rumbo a Tahití, como otro célebre pintor, y se dirige después por los mares del Sur, Bombay, Hawaï y Japón. De regreso a Europa, en la década de 1950, se instala en el castillo de Bompré, cerca de Vichy. En 1963, la policía francesa descubre fotos de chicos desnudos en su taller y fue arrestado y llevado a prisión por conducta contraria a las buenas costumbres. Después de su puesta en libertad, Ricco se instala en el castillo de Ropraz, donde muere a la edad de 56 años, en 1972, con graves problemas pulmonares.

## Obras
- Dîner au château, (1934), colección particular.
- Grotto tessinois, (1936), colección particular.
- Colibri avec portrait de Rimbaud, (1944), colección particular.
- Pereoo Faraoa, (1948), colección particular.
- Saint-Pourçain, 1951, Collection Manuel Rivera-Ortiz
- Bateau à vendre, (1954), colección particular.
- Nature morte au crayon, (1953), colección particular.
- Le cadre, (1954), colección particular.
- Jean du phare, (1956), colección particular.
- On ne saura jamais, (1960), Musée des Beaux-Arts de Berne
- Der Gieu u d’iffle, (1966), colección particular.
- Le beau cheval, (1966), Museo de Bellas Artes de Berna.

## Exposiciones
- 1969 Kunsthalle de Berna
- 1988 Aargauer Kunsthaus
- 2002/2003 Museo de Bellas Artes de Berna
- 2008 Fundación Estrée[2]
- 2009 Museo de Bellas Artes de Berna[3]